# 高星麻子
高星 麻子（たかぼし あさこ、1月10日 - ）は日本のイラストレーター。血液型はA型。

## 作品リスト

### 小説挿絵
角川ビーンズ文庫
- 召喚王子ユリウスシリーズ（葵ゆう著）
- 闇の果て 光の宴〜フェラーラの熾天使〜（吉田縁著）
- 女神と棺の手帳シリーズ（文野あかね著）

コバルト文庫
- 王子様にキスを（響野夏菜著）
- カラッと生きろ！シリーズ（川原つばさ著）
- 新世界シリーズ（本沢みなみ著）
- 伯爵と妖精シリーズ（谷瑞恵著）

SHYノベルス
- R134（橘紅緒著）
- 臆病なキス（椎崎夕著）
- 御曹司の恋―ブランドロマンス（秋津京子著）
- 壁際のキス（椎崎夕著）
- 高浜兄弟物語（秋津京子著）
- 逃がさない（渡海奈穂著）
- HARD CANDY―ヤッてもいい（尾鮭あさみ著）
- BODYビューティー（尾鮭あさみ著）
- 楽園（うえだ真由著）

新書館ディアプラス文庫
- Try Me Free（松前侑里著）
- 真夜中の学生寮で（桜木知沙子著）

幻冬舎ルチル文庫
- 王子さまは誘惑する（黒崎あつし著）
- お嫁さんになりたい（黒崎あつし著）
- くちびるの封印（うえだ真由著）
- 世界が終わるまできみと（杉原理生著）
- 全寮制櫻林館学院シリーズ（雪代鞠絵著）
- 旦那さまなんていらない（黒崎あつし著）
- ひそやかに、降るように。（麻生雪奈著）

ビーボーイノベルズ
- pretty babyシリーズ（斑鳩サハラ著）
- 運命の許婚者（夢乃咲実著）

ルルル文庫
- 花嫁アンソロジー（深山くのえ・片瀬由良・葵木あんね、2010年9月30日発行）
- レディ・マリアーヌの秘密（宇津田晴、2010年）
- レディ・マリアーヌの恋人（宇津田晴、2011年）
- 天外遊戯シリーズ（ミズサワヒロ、全3冊、2012年2月-2012年8月）

その他
- いつかは君を好きになる（まりな恵未著・I’Sノベルズ）
- 神の末裔（秋津京子著・SHY FANTASY）
- しらさぎ城で逢いましょう（水瀬結月著・B‐PRINCE文庫）
- 人形草紙 桜下の誓いと散華の絆（紫月恵里著・一迅社文庫アイリス）
- プライベート・レッスン（桜木知沙子著・キャラ文庫）
- ホワイトレター（魔鬼砂夜花著・エクリプス・ロマンス）
- White Letter（魔鬼砂夜花著・アクア文庫）
- みき&リョウ見鬼ファイルシリーズ（後藤文月著・角川ティーンズルビー文庫）
- 大和撫子・百花繚乱（高円寺葵子著・ショコラノベルス）
- 王太子殿下は後宮に占い師をご所望です（夢見るライオン著・ビーズログ文庫）